# 마이클 텐

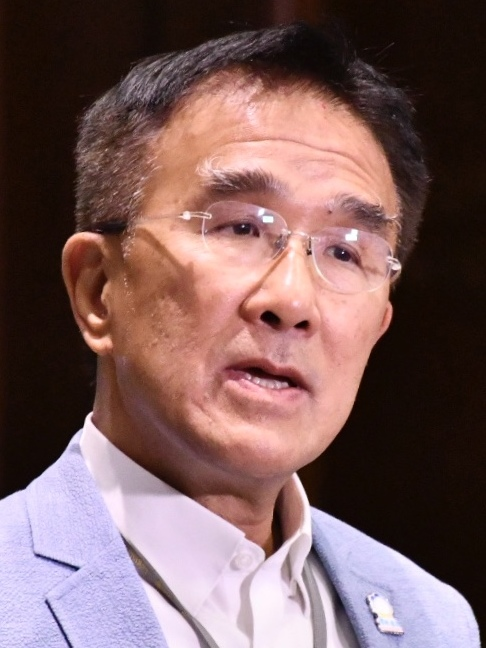

마이클 텐 푹-순 (Michael Tien Puk-sun, 田北辰, 1950년 8월 26일-)은 홍콩의 정치인이자 사업가이며 신계 서북부를 대표하는 입법회 의원이다. 그는 G2000 및 U2 Clothing 소매 체인의 설립자이자 회장이며, 전 Kowloon-Canton Railway Corporation (KCRC) 회장이다. 그는 이전에 그의 형인 제임스 톈이 이끌었던 자유당의 일원이었고, 신민당 (홍콩)의 일원이었다.

## 역사
톈은 2001년 12월 전임자 K. Y. Yeung에 대한 대중의 비판 속에서 Kowloon-Canton Railway Corporation (KCRC) 회장으로 임명되었다. 그는 KCRC의 투명성과 책임성을 강화하는 행정 개혁을 제안하고 시행했다. 그는 정기적으로 입법회 회의에 참석하여 회사의 정책과 결정을 설명했다. 2006년, 톈은 그의 경영 방식에 대한 다른 이사들과의 분쟁으로 인해 KCRC 회장직을 사임했다.
톈은 2008년 자유당에 입당하여 가우룽 서부 지구관이 되었다. 그는 2010년 당을 탈퇴하고 레지나 입과 함께 신민당 (홍콩)을 창당하여 부회장이 되었다.
2017년 행정장관 선거에서 톈은 그의 당 대표인 레지나 입을 지지했다. 그는 연락판공실을 언급하며 "보이지 않는 손"의 간섭이 증가하여 선거가 "형태를 잃었다"고 불평했다. 톈은 입이 사퇴한 후 존 창에 대한 지지를 기울였지만, 입은 선거 전 마지막 날 캐리 람을 지지했다. 톈은 결국 4월 10일 6명의 구의원과 함께 당을 탈퇴했다.
2019년 구의회 선거에서 톈은 2019–20 홍콩 시위 속에서 건제파 후보들의 참패로 인해 Tsuen Wan District Council 의석을 잃었다.
2021년 12월, 톈은 2021년 홍콩 입법회 선거에서 네 번 투표할 자격이 있으며, 총 투표 가치(선출된 의석)의 0.0328896%를 차지하여 일반 유권자의 총 투표 가치보다 6618배 더 많은 가치를 가진 것으로 보고되었다.

## 배경 및 교육
톈은 Diocesan Boys' School에 다녔고, 미국에서 Worcester Academy에서 1년을 보냈다. 톈은 코넬 대학교에서 전기공학 학위를, 하버드 경영대학원에서 MBA를 받았다.

## 재산 소유
톈의 2022년 1월 자산 신고에 따르면, 그는 홍콩, 중국 본토, 미국에 재산을 소유하고 있다.

## 현재 직위
- 입법회 의원 (신계 서북부)[11]
- 중화인민공화국 전국인민대표대회 의원 (홍콩 대표)
- 고용 재훈련 위원회 (ERB) 위원장
- 언어 교육 연구 상임 위원회 (SCOLAR) 위원장
- 인력 개발 위원회 (MDC) 위원
- 교육 위원회 (EC) 위원
- 기술 향상 제도 (EDB) 산하 소매 산업 실무 그룹 위원장
- David Li Kwok Po College 감독관

## 이전 직위
- Kowloon-Canton Railway Corporation (KCRC) 회장
- 재무장관실 산하 비즈니스 자문 그룹 (BAG)의 민영화 소그룹 위원장
- 직업 훈련 위원회 (VTC) 도매, 소매, 수출입 훈련 위원회 위원장
- 교원 교육 및 자격에 관한 전문성 관련 자문 위원회 (ACTEQ) 실무 그룹 위원장
- 홍콩 이공대학 디자인 학교 자문 위원회 위원장
- Hong Kong Broadcasting Authority 위원
- 홍콩 생산성 위원회 (HKPC) 평의회 위원
- 교육국 언어 기금 자문 위원회 (LFAC) 위원
- Tsuen Wan District Council 위원 (디스커버리 파크 선거구)
- 홍콩 증권거래소 상장 위원회 교체 위원
- Hong Kong Sports Development Board 위원
- The Community Chest of Hong Kong 이사
- 자유당 가우룽 서부 지역 사무소 회장